# Peter Brown (illustratore)
Peter Brown (Hopewell, 24 febbraio 1979) è uno scrittore e illustratore statunitense.

## Biografia
Nato a Hopewell, New Jersey, nel 1979, ha studiato all'ArtCenter College of Design di Pasadena dove ha conseguito un B.F.A. in illustrazione.
A partire dal suo esordio nel 2005 con Flight of the Dodo ha scritto e illustrato numerosi libri per ragazzi tra i quali si ricordano due serie di libri: la trilogia Creepy (Medaglia Caldecott Honor nel 2013) e i 3 volumi de Il robot selvaggio, il primo dei quali trasposto in pellicola cinematografica nel 2024.

## Opere

### Autore e illustratore
- Flight of the Dodo (2005)
- Chowder (2006)
- The Fabulous Bouncing Chowder (2007)
- Il giardino curioso (The Curious Garden, 2009), Torino, Giralangolo, 2018 traduzione di Anselmo Roveda ISBN 978-88-592-4726-5.
- Children Make Terrible Pets (2010)
- You Will Be My Friend! (2011)
- Il signor Tigre si scatena (Mr. Tiger Goes Wild, 2013), Milano, Il Castoro, 2017 traduzione di Alice Pascutti ISBN 978-88-6966-153-2.
- My Teacher is a Monster! (No, I Am Not.) (2014)
- Fred Gets Dressed (2021)

#### Trilogia Robot selvaggio
- The Wild Robot (2016)
  - Il robot selvatico, Milano, Salani, 2018 traduzione di Dida Paggi ISBN 978-88-93812-06-1.
  - Il robot selvaggio, Milano, Salani, 2024 traduzione di Dida Paggi ISBN 978-88-310-2149-4.
- La fuga del robot selvatico (The Wild Robot Escapes, 2017), Milano, Salani, 2019 traduzione di Dida Paggi ISBN 978-88-93818-22-3.
- The Wild Robot Protects (2023)

### Solo illustratore
- Barkbelly di Cat Weatherill (2006)
- Snowbone di Cat Weatherill (2007)
- Kaline Klattermaster’s Tree House di Haven Kimmel (2008)
- The Purple Kangaroo di Michael Ian Black (2009)

#### Trilogia Creepy
- Carote malefiche di Aaron Reynolds (Creepy Carrots!, 2012), Bologna, Picarona, 2016 traduzione di Lorenzo Fasanini ISBN 978-88-99712-09-9.
- Le mutande malefiche di Aaron Reynolds (Creepy Pair of Underwear!), Bologna, Picarona, 2017 traduzione di Lorenzo Fasanini ISBN 978-88-99712-46-4.
- La matita malefica di Aaron Reynolds (Creepy Crayon!, 2022), Bologna, Picarona, 2023 traduzione di Lorenzo Fasanini ISBN 9791280031372.

## Adattamenti cinematografici
- Il robot selvaggio (The Wild Robot), regia di Chris Sanders (2024)